# Jowzjan University
Jowzjan University är ett universitet i Afghanistan.   Det ligger i provinsen Jowzjan, i den norra delen av landet, 400 km nordväst om huvudstaden Kabul. Jowzjan University ligger 357 meter över havet.